# Partito del Congresso Nazionalista
Il Partito del Congresso Nazionalista (Nationalist Congress Party; Marathi: राष्ट्रवादी कॉँग्रेस पक्ष; NCP) è un partito politico dell'India.
NCP è stato fondato nel 1999 da Sharad Pawar, P.A. Sangma e Tariq Anwar. Questi erano esponenti del Congresso Nazionale Indiano (CNI), socialdemocratici, che contestarono la segreteria di Sonia Gandhi. NCP inglobò al proprio interno ciò che rimaneva dell'Indian National Congress (Socialist) guidato da Sarat Chandra Sinha, scissosi a sua volta nel 1978 dal CNI e di fatto privo di peso politico nazionale dal 1984.
P.A. Sangma, a sua volta, abbandonò NCP nel 2004, aderendo ad "All India Trinamul Congress". Alle elezioni del 2004, NCP ottenne 9 deputati su 543 e l'1,8% dei consensi. NCP è presente soprattutto nello stato del Maharashtra.
NCP si pone come un partito centrista, laico, federalista,  attento all'equità ed alla giustizia sociale; alternativo sia al Partito Popolare Indiano, nazionalisti indù, che al CNI, anche se con questo è parte dell'Alleanza Progressista Unita.